# Michail Ivanov (langlaufer)
Michail Petrovitsj Ivanov (Russisch: Михаип Петрович Иванов) (Ostrov, 20 november 1977) is een voormalig Russisch langlaufer. 

## Carrière
Ivanov behaalde tijdens zijn carrière twee wereldbekeroverwinningen. Ivanov won tijdens de wereldkampioenschappen van 2001 de bronzen medaille op de 30 kilometer. Tijdens de spelen van 2002 behaalde Ivanov de tweede plaats achter Johann Mühlegg op de 50 kilometer. Mühlegg werd betrapt op het gebruik van doping waardoor Ivanov twee jaar later in 2004 alsnog de olympische gouden medaille kreeg uitgereikt.

## Belangrijkste resultaten

### Olympische Winterspelen
| Editie | Plaats         | Resultaten                       |
| ------ | -------------- | -------------------------------- |
| 2002   | Salt Lake City | 11e 15 km · 50 km · 6e estafette |

### Wereldkampioenschappen langlaufen
| Jaar | Plaats        | Resultaten                  |
| ---- | ------------- | --------------------------- |
| 1997 | Trondheim     | 49e 10 km 38e achtervolging |
| 1999 | Ramsau        | 9e 10 km 15e achtervolging  |
| 2001 | Lahti         | 20e 15 km · 30 km           |
| 2003 | Val di Fiemme | 17e 30 km                   |
| 2005 | Oberstdorf    | 44e achtervolging           |

### Wereldbekeroverwinningen
| Datum         | Plaats | Onderdeel      |
| ------------- | ------ | -------------- |
| 4 maart 2000  | Lahti  | 30 km klassiek |
| 17 maart 2001 | Falun  | 15 km klassiek |